# Cleora gelidaria
Cleora gelidaria är en fjärilsart som beskrevs av Walker 1863. Cleora gelidaria ingår i släktet Cleora och familjen mätare. Inga underarter finns listade i Catalogue of Life.